# Nathan Deal
John Nathan Deal (* 25. srpna 1942, Millen, Georgie, USA) je americký právník a politik, příslušník Republikánské strany. V letech 2011–2019 byl guvernérem státu Georgie. Předtím v letech 2010–2019 působil ve Sněmovně reprezentantů, v níž zastupoval Georgii za devátý, desátý a opět devátý okres.